# Filifera
Filifera es un suborden de cnidarios del orden Anthoathecata, clase Hydrozoa. 

## Descripción
Se trata de hidroides coloniales que conforman una estructura ramificada común sobre la que se implantan. Existe una división funcional entre los individuos o zooides, que comprenden la colonia; algunos se dedican a funciones alimentarias, y son conocidos como gastrozoides o trofozoides; otros, son defensivos, los dactilozoides, erizados de cnidocitos; y otros, los activos reproductivamente, son los denominados gonozoides.
Los caracteres diagnósticos del grupo son:
- la presencia de masas de gónadas longitudinales en los muros del manubrium
- la presencia de boca con cuatro labios simples o complejos, o boca circular rodeada de tentáculos orales del manubrium
- la presencia de tentáculos marginales sólidos o huecos
- la presencia de cnidocitos del tipo desmoneme o microbasic eurytele, nunca stenotele
- la presencia de un solo tipo de células ectodermales glandulares en las plánulas: células espumosas
- la presencia de tentáculos filiformes en los zooides, excepto en los dactilozoides de Ptilocodiidae

Habitan tanto en aguas saladas, como salobres o dulces. Su rango de profundidad es entre 1.55 y 5.845 m, y su rango de temperatura entre -1.09 y 29.28 °C.
La distribución geográfica de los representantes del grupo incluye todos los océanos y latitudes, desde aguas polares a tropicales.

## Taxonomía

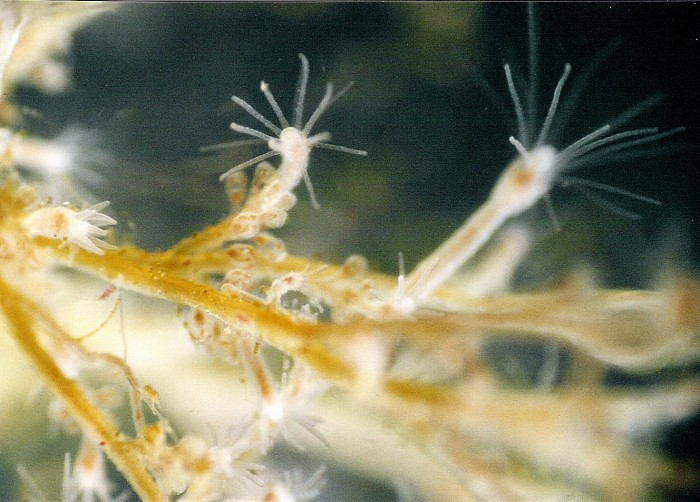
Bougainvillia muscus

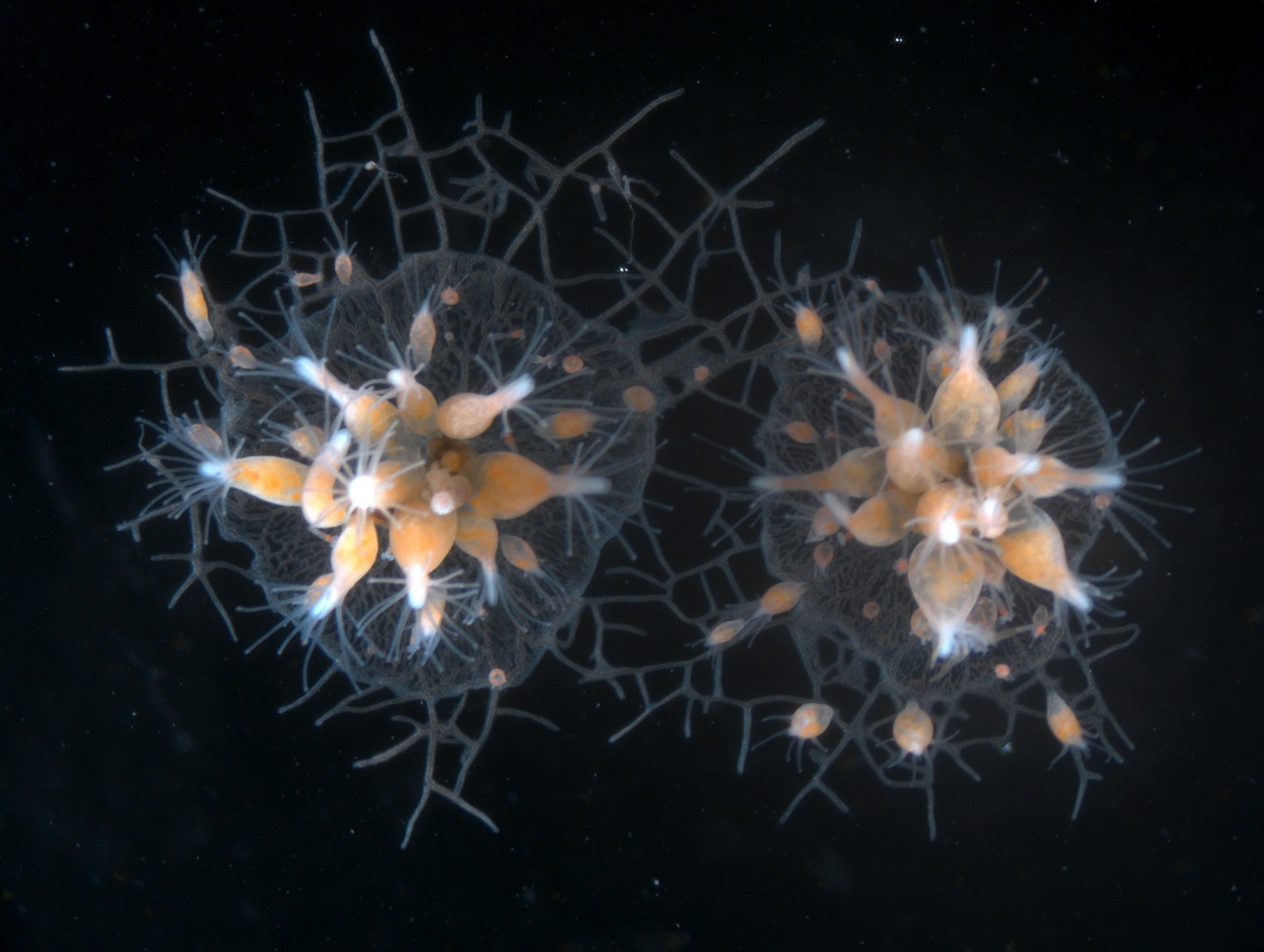
Hydractinia sp.

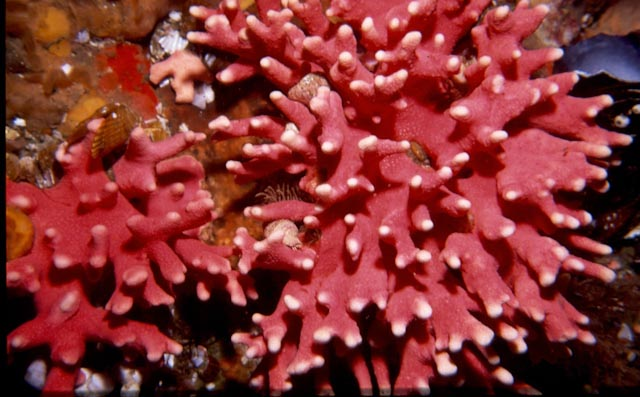
Stylaster nobilis

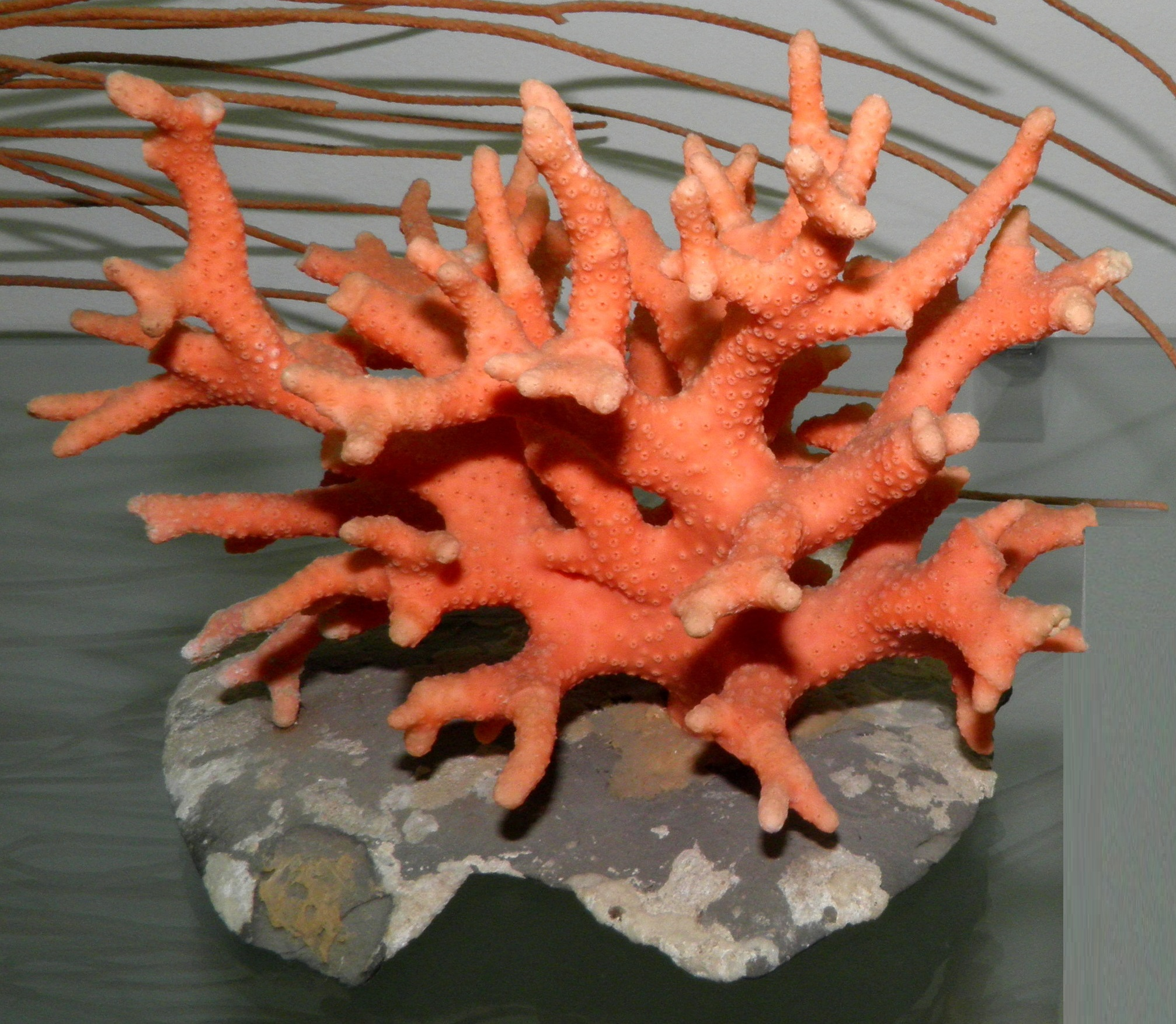
Esqueleto colonial, o corallum, de Errinopora stylifera

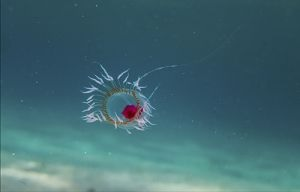
Turritopsis dohrnii, fase medusa

El Registro Mundial de Especies Marinas reconoce las siguientes familias con especies vivientes en Filifera:
- Australomedusidae Russell, 1971
- Balellidae Stechow, 1922
- Bougainvilliidae Lütken, 1850
- Bythotiaridae Maas, 1905
- Clathrozoellidae Peña Cantero, Vervoort & Watson, 2003
- Cordylophoridae von Lendenfeld, 1885
- Cytaeididae L. Agassiz, 1862
- Eucodoniidae Schuchert, 1996
- Eudendriidae L. Agassiz, 1862
- Filifera incertae sedis
- Heterotentaculidae Schuchert, 2010
- Hydractiniidae L. Agassiz, 1862
- Jeanbouilloniidae Pagès, Flood & Youngbluth, 2006
- Magapiidae Schuchert & Bouillon, 2009
- Niobiidae Petersen, 1979
- Oceaniidae Eschscholtz, 1829
- Pandeidae Haeckel, 1879
- Proboscidactylidae Hand & Hendrickson, 1950
- Protiaridae Haeckel, 1879
- Ptilocodiidae Coward, 1909
- Rathkeidae Russell, 1953
- Rhysiidae (Hickson & Gravely, 1907)
- Similiclavidae Calder, Choong & McDaniel, 2015
- Stylasteridae Gray, 1847
- Trichydridae Hincks, 1868
- Tubiclavoididae Moura, Cunha & Schuchert, 2007

- Infraorden Pandeida (nomen dubium)

Taxones reconocidos como sinonimia:
- Familia Atractylidae Hincks, 1868 aceptada como Bougainvilliidae Lütken, 1850
- Familia Bimeridae Allman, 1872 aceptada como Bougainvilliidae Lütken, 1850
- Familia Calycopsidae Mayer, 1910 aceptada como Bythotiaridae Maas, 1905
- Familia Clavidae McCrady, 1859 aceptada como Hydractiniidae L. Agassiz, 1862
- Familia Clavopsellidae Thiel, 1962 aceptada como Bougainvilliidae Lütken, 1850
- Familia Dicorynidae Allman, 1864 aceptada como Bougainvilliidae Lütken, 1850
- Familia Hippocrenidae McCrady, 1959 aceptada como Bougainvilliidae Lütken, 1850
- Familia Hydrichthyidae aceptada como Pandeidae Haeckel, 1879
- Familia Laingiidae Bouillon, 1978 aceptada como Magapiidae Schuchert & Bouillon, 2009
- Familia Lizusidae Haeckel, 1879 aceptada como Bougainvilliidae Lütken, 1850
- Familia Margelidae Haeckel, 1879 aceptada como Bougainvilliidae Lütken, 1850
- Superfamilia Margelina Haeckel, 1879 (no aceptada, agrupamiento inválido (polifilético))
- Familia Nemopsidae L. Agassiz, 1862 aceptada como Bougainvilliidae Lütken, 1850
- Subfamilia Pachycordylini Cockerell, 1911 aceptada como Bougainvilliidae Lütken, 1850
- Familia Pandeiidae Haeckel, 1879 aceptada como Pandeidae Haeckel, 1879
- Familia Platystomidae Zhang, 1982 aceptada como Australomedusidae Russell, 1971
- Familia Russelliidae Kramp, 1957 aceptada como Heterotentaculidae Schuchert, 2010
- Familia Thamnostomidae Haeckel, 1879 aceptada como Bougainvilliidae Lütken, 1850